# Harald Jährling
Harald Jährling (n. 20 iunie 1954, Burg, Republica Democrată Germană, Germania – d. 18 mai 2023, Klötze, Saxonia-Anhalt, Germania) a fost un canotor ce a reprezentat Republica Democrată Germană, medaliat olimpic. A participat la 2 ediții ale Jocurilor Olimpice (1976, 1980) în care a câștigat două medalii de aur.